# Christina O
Die Christina O ist eine Megayacht, die für Aristoteles Onassis aus einem Kriegsschiff umgebaut wurde; sie steht heute (April 2023) noch auf Platz 65 der Liste der längsten Motoryachten.

## Geschichte

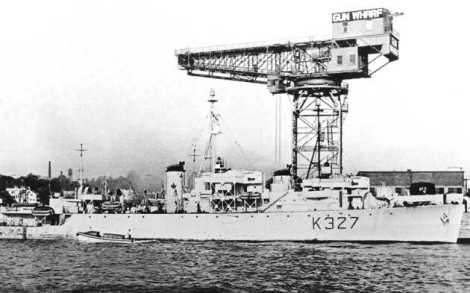
Fregatte Stormont

Die Yacht wurde 1942/43 bei der Werft Canadian Vickers als River-Klasse-Fregatte Stormont (K327) der kanadischen Marine gebaut. Die U-Boot-Abwehrfregatte wurde in der Atlantikschlacht in Konvois zur Abwehr von deutschen U-Booten eingesetzt und nahm auch an der Landung der Alliierten in der Normandie teil. 1948 wurde das Schiff von Aristoteles Onassis für nur 34.000 US-Dollar gekauft und bei den Howaldtswerken von Ende 1952 bis Mitte 1954 für vier Millionen US-Dollar umgebaut. Zu seinem ersten Kapitän machte er Sven Thienemann. Sie hat eine Reichweite von über 5000 Seemeilen.
Kapitän der Yacht war von 1953 bis 1960 der Hamburger Willy Schlatermund. Er drehte auch einen Film, in dem Maria Callas und Onassis auf dem Deck miteinander tanzen und in dem die Kabinen und Salons gezeigt werden.
Zahlreiche Persönlichkeiten waren auf der Christina O zu Gast oder nahmen an deren Fahrten teil. Winston Churchill war insgesamt achtmal zu Gast. Auf einer dieser Fahrten traf er den noch jungen John F. Kennedy, auf einer anderen feierte er mit seiner Gattin Clementine die Goldene Hochzeit. Churchill empfing den jugoslawischen Präsidenten Tito und den griechischen Ministerpräsidenten Konstantinos Karamanlis auf der Yacht. Onassis machte sich nie die Prominenz oder Kontakte seines Freundes Churchill zunutze, er kümmerte sich auch persönlich um ihn. Als die britische Königsfamilie an einer Kreuzfahrt teilnehmen wollte, Churchill dies jedoch nicht wünschte, wurde diese ausgeladen.
Jackie Kennedy wurde 1963 erstmals eingeladen, nachdem ihre Schwester Lee Radziwill sie Onassis vorgestellt hatte. Auf der Yacht wurden auch die Hochzeitsfeierlichkeiten von Grace Kelly und Rainier III. abgehalten. Fast jede Kabine hatte prominente Nutzer, darunter Maria Callas, Frank Sinatra, Richard Burton mit Elizabeth Taylor, Greta Garbo, John Wayne, König Faruk von Ägypten, Aga Khan, Marilyn Monroe, John D. Rockefeller und J. Paul Getty. Die Yacht wurde auch für geschäftliche Verhandlungen genutzt, so wurden hier wichtige Abschlüsse unterzeichnet, so mit J. Paul Getty.
Nach Onassis’ Tod schenkte seine Erbin Christina Onassis die Yacht dem griechischen Staat, der sie in den 1980er-Jahren als Staatsyacht Argo einsetzte. 1990 entschied sich der Staat aus Kostengründen, sich von der Yacht zu trennen. Es dauerte jedoch viele Jahre, bis ein Käufer gefunden werden konnte, da der Kaufpreis zu hoch und aufwändige Investitionen in die Substanz des Schiffes zu tätigen waren.

### Refit
1998 kaufte der Reeder Ioannis Pavlos Papanikolaou die Yacht. Er war als Kind mit seinen Eltern auf der Christina O zu Gast gewesen. Bis 2003 ließ er sie restaurieren und zu einer Charteryacht umbauen. Die Arbeiten wurden durch die kroatische Werft Viktor Lenac ausgeführt. Entgegen den Erwartungen musste ein großer Teil des Rumpfs ausgetauscht werden. Ging das erste Bestandsgutachten noch von 65 Tonnen Stahl aus, die ersetzt werden müssten, waren es am Ende 650. Die Elektrik wurde komplett erneuert, und die originalen Dampfmaschinen von 1943 wurden durch zwei MAN-Dieselmaschinen und drei MAN-Generatoren ersetzt. Der Umbau des Dampfantriebs zu einem Dieselantrieb ermöglichte den Bau zusätzlicher Kabinen sowie eines Speisesaals. Die Innenausstattung wurde um zahlreiche Memorabilia ergänzt, so etwa der Maria-Callas-Raum durch die einzige Goldene Schallplatte der Diva.
Seither wurde die Yacht für bis zu 450.000 Euro pro Woche verchartert und unter anderem von Anna Nicole Smith, Paul McCartney, Puff Daddy, Donatella Versace, Tommy Hilfiger, Prinz Andrew mit Ex-Ehefrau Sarah Ferguson, Madonna, Johnny Depp und Tommy Lee (Mötley Crüe) genutzt. Heidi Klum und Tom Kaulitz feierten 2019 vor Capri ihre Hochzeit auf der Yacht.
Mitte 2014 stand die Christina O für 25 Millionen Euro zum Verkauf. Ab 2023 war der irische Rechtsanwalt und Geschäftsmann Ivor Fitzpatrick Eigentümer der Yacht. Anfang 2025 stand das Schiff für 90 Millionen Dollar über die monegassische Firma Morley Yachts zum Verkauf.
2020 diente die Christina O als Drehort für den Spielfilm Triangle of Sadness.

## Gestaltung und Ausstattung
Der Architekt Cäsar Pinnau wählte eine für die 50er Jahre typische Stromlinienform, der Bug wurde neu aufgebaut. Die Gesamtlänge beträgt seit diesem Umbau etwas über 99 Meter (325 Fuß, 6 Zoll). Das Kinderzimmer der Yacht wurde von Ludwig Bemelmans ausgestaltet und gemalt. Auf dem vorderen Bereich befindet sich ein Hubschrauberlandeplatz, im Heck ein Swimmingpool, dessen Becken mit einem minoischen Mosaik belegt ist. Dieser Boden lässt sich hydraulisch anheben, um als Tanzfläche zu dienen. Pat Nixon sagte über die Ausstattung der Yacht:

“Ari has more gold in his bathroom than most governments have in their national treasuries.”

„Ari hat mehr Gold in seinem Badezimmer als die meisten Regierungen in ihrem Staatsschatz.“

### „Ari’s Bar“
Ari’s Bar ist der bekannteste Raum in der Yacht. Verwendet wurde Holz aus einer ehemaligen spanischen Galeone. Ausgestattet ist die Bar mit nautischen Sammlerstücken, wie Schiffsmodellen, Harpunen und Seekisten. Die Barhocker waren mit dem Leder aus der Vorhaut von Walen (heute Rindsleder) bespannt, Fußtritte und Armstützen bestehen aus polierten Walzähnen. Onassis soll einmal zu Greta Garbo gesagt haben: „Sie sitzen auf dem größten Penis der Welt“.